# 906
| 906                |
| ------------------ |
| Dødsfald - Fødsler |
|                    |

| Gregoriansk kalender | 906 CMVI                |
| Ab urbe condita      | 1659                    |
| Armensk kalender     | 355 ԹՎ ՅԾԵ              |
| Kinesiske kalender   | 3602 – 3603 乙丑 – 丙寅 |
| Etiopisk kalender    | 898 – 899               |
| Jødisk kalender      | 4666 – 4667             |
| Hindukalendere       |                         |
| - Vikram Samvat      | 961 – 962               |
| - Shaka Samvat       | 828 – 829               |
| - Kali Yuga          | 4007 – 4008             |
| Iransk kalender      | 284 – 285               |
| Islamisk kalender    | 293 – 294               |

Se også 906 (tal)